# Synergy Group
Die Synergy Group Corp. (SAC) ist ein südamerikanischer Mischkonzern, gegründet im Jahr 2003. Er wird geführt von Germán Efromovich und seinem Bruder José Efromovich, zwei in La Paz geborene Geschäftsleute und Investoren polnisch-jüdischer Herkunft. Die Gruppe hat ihren Sitz in Panama-Stadt. Synergy Group Corp. hielt 78,1 Prozent des Aktienpaketes der Avianca Holdings, bis sie im Jahr 2016 als Sicherheit für ein Darlehen an Synergy in die BRW Aviation im US-Bundesstaat Delaware platziert wurde.
Synergy Group betreibt mit seiner Subdivision Synergy Aerospace Corp. mehrere Fluggesellschaften in Südamerika, unter anderem ist sie an der Avianca Holdings beteiligt. Außerdem ist die Gruppe in der Exploration von Erdöl und Erdgas in der gesamten Region Südamerika aktiv. Auch Wasserkraftwerke betreibt sie, beteiligt sich am Bau der Telekommunikationsinfrastruktur und baut Werften und Hafenanlagen in Brasiliens Nordosten. In Coruripe (Alagoas) sollte 2011 der Bau der größten Werft Estaleiro Eisa in Lateinamerika beginnen, wurde aber von der Justiz des Bundesstaates Alagoas verboten. Das Industrieprojekt sollte ursprünglich 4.500 direkte und 18.000 indirekte Arbeitsplätze schaffen.
Synergy Aerospace Corp., eine Tochter der Synergy Group, hat ihren Sitz in Bogotá. Es ist der größte Aktionär von Avianca Holdings, mit 58,6 %. Das Unternehmen rückt immer mehr in das Blickfeld, weil es unter anderem Beteiligungen bei mehr als acht Fluggesellschaften in fünf Ländern hat. Dabei handelt es sich zum Beispiel um Avianca und Avianca Cargo in Kolumbien, Avianca Brasil, Varig Log und Synerjet in Brasilien, VIP- und AeroGal in Ecuador und seit 2017 Avianca Argentina. Dazu sollte ursprünglich noch die portugiesische TAP Portugal kommen, was aber nicht zustande kam. 2011 etablierte Synergy Aerospace ein Joint Venture mit Israel Aerospace Industries unter dem Namen EAE Aerospace Solutions, unter dessen Dach die verschiedenen brasilianischen Aktivitäten im Militär- und Sicherheitsbusiness sowie in der Luft- und Raumfahrttechnik untergebracht sind.

## Tochtergesellschaften
- BRW Aviation LLC
- Pacific Rubiales Energy Corp.
- Pacific Stratus Energy, Ltd.
- Avianca Brasil
- Avianca Argentina
- Avianca Holdings S.A.
- Synergy Aerospace
- Synergy Europe
- Synerjet Brasil
- EAE Aerospace Solutions
- EISA Shipping Agency
- REM
- Digex Aircraft Maintenance S.A.
- Senior Taxi Aéreo Offshore
- AEQ Aeroespacial, Química e Defesa